# NGC 2686B
NGC 2686B (ook: NGC 2686-2) is een compact sterrenstelsel in het sterrenbeeld Grote Beer. Het hemelobject werd op 11 maart 1858 ontdekt door de Ierse astronoom William Parsons.

## Synoniemen
- MCG 8-16-37
- VV 765
- PGC 25025